# Chiesa di Sant'Ambrogio (Sambruson, Dolo)
La chiesa di Sant'Ambrogio è la parrocchiale di Sambruson, frazione di Dolo, in città metropolitana di Venezia e diocesi di Padova; fa parte del vicariato di Dolo.

## Storia

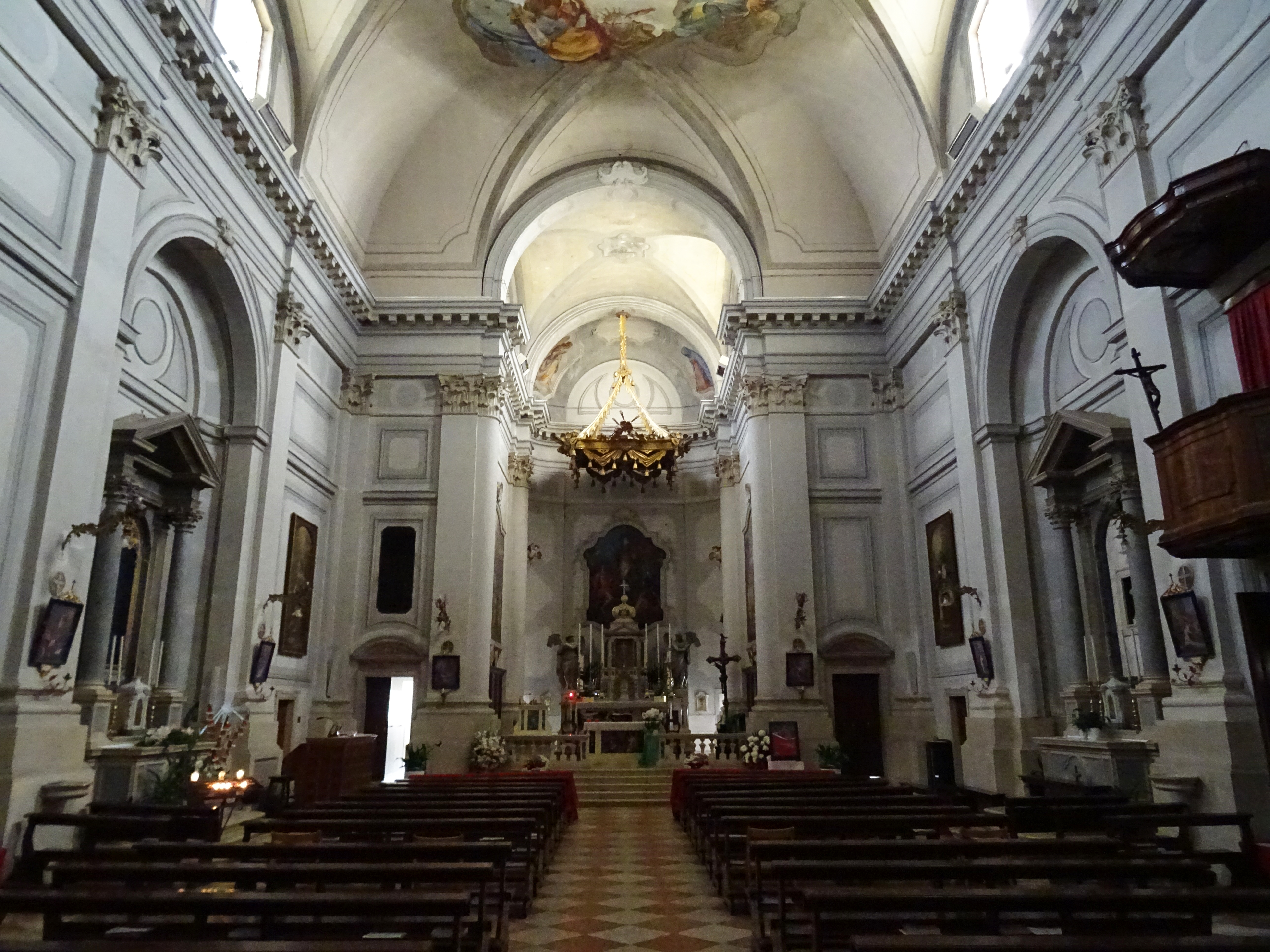
Interno

Nella prima citazione della pieve di Sambruson è scritto che da essa dipendevano le chiese di Albarea, Carpene, Paluello, Fiesso e Curano. Si sa che la pieve venne riedificata all'inizio del XVI secolo e che fu consacrata nel 1516. 
Dal resoconto della visita pastorale del 1572 s'apprende che, filiali della pieve, erano le chiese di Fiesso, Paluello, Curano, Gambarare e Campagna Lupia. Ciò appare strano, in quanto la chiesa di Fiesso dipendeva dal priorato di Vigonza, la chiesetta di Gambarare era pertinenza dell'abbazia di Sant'Ilario di Malcontenta e la cappella di Campagna Lupia era soggetta alla pieve di Lova. 
Nel 1748, durante una visita pastorale, il vescovo di Padova Carlo Rezzonico trovò la pieve di Sambruson in pessime condizioni e auspicò pertanto che essa venisse ristrutturata ed ampliata. L'attuale parrocchiale venne edificata tra il 1758 ed il 1763 e fu consacrata nel 1768. Nel 1943 parti del territorio della parrocchia di Sambruson vennero cedute a quelle limitrofe di Dolo, di Paluello e di Lughetto.

## Interno
Opere di pregio custodite nella chiesa di Sambruson sono un quadro dipinto da Pietro Edwards nel 1764, il cui soggetto è la Sacra Famiglia con i santi Francesco di Paola e Antonio di Padova, vari affreschi del XVIII secolo situati sulle pareti del presbiterio, raffiguranti varie storie dell'Antico Testamento, il cui autore è tuttora incerto, e l'affresco del soffitto, risalente al 1936.

## Sambruson nella cultura popolare
Nella cultura popolare veneta la chiesa è ricordata nel celebre canto Din den don Le campane de Sambruson.